# Трюси
Трюси́ (фр. Trucy) — коммуна во Франции, находится в регионе Пикардия. Департамент коммуны — Эна. Входит в состав кантона Гиньикур. Округ коммуны — Лан.
Код INSEE коммуны — 02751.

## Население
Население коммуны на 2010 год составляло 147 человек.
| 1962 | 1968 | 1975 | 1982 | 1990 | 1999 | 2010 |
| ---- | ---- | ---- | ---- | ---- | ---- | ---- |
| 69   | 72   | 69   | 84   | 112  | 115  | 147  |

## Экономика
В 2010 году среди 97 человек трудоспособного возраста (15—64 лет) 75 были экономически активными, 22 — неактивными (показатель активности — 77,3 %, в 1999 году было 73,2 %). Из 75 активных жителей работали 69 человек (38 мужчин и 31 женщина), безработных было 6 (5 мужчин и 1 женщина). Среди 22 неактивных 4 человека были учениками или студентами, 14 — пенсионерами, 4 были неактивными по другим причинам.